# 골드피그
골드피그(GOLDPIG)는 대한민국의 프로듀싱 그룹이다. 2019년 싱글 《나쁜여자》로 데뷔했다.